# Circonscriptions irlandaises aux élections européennes

Évolution des circonscriptions électorales irlandaises pour les élections européennes

Le découpage en circonscriptions pour les élections européennes est une prérogative de chaque pays selon sa législation.[réf. nécessaire] l'Irlande a découpé son territoire en circonscriptions. Les voici :
| Élection | Circonscriptions                                                | Circonscriptions                                                | Circonscriptions                                                | Circonscriptions                                                | Total en sièges |
| -------- | --------------------------------------------------------------- | --------------------------------------------------------------- | --------------------------------------------------------------- | --------------------------------------------------------------- | --------------- |
| (1973)   | Les députés européens sont nommés par le Parlement (Oireachtas) | Les députés européens sont nommés par le Parlement (Oireachtas) | Les députés européens sont nommés par le Parlement (Oireachtas) | Les députés européens sont nommés par le Parlement (Oireachtas) | 10              |
|          | Dublin                                                          | Leinster                                                        | Munster                                                         | Connacht–Ulster                                                 |                 |
| 1979     | 4                                                               | 3                                                               | 5                                                               | 3                                                               | 15              |
| 1984     | 4                                                               | 3                                                               | 5                                                               | 3                                                               | 15              |
| 1989     | 4                                                               | 3                                                               | 5                                                               | 3                                                               | 15              |
| 1994     | 4                                                               | 4                                                               | 4                                                               | 3                                                               | 15              |
| 1999     | 4                                                               | 4                                                               | 4                                                               | 3                                                               | 15              |
|          | Dublin                                                          | East                                                            | South                                                           | North-West                                                      |                 |
| 2004     | 4                                                               | 3                                                               | 3                                                               | 3                                                               | 13              |
| 2009     | 3                                                               | 3                                                               | 3                                                               | 3                                                               | 12              |
|          | Dublin                                                          | South                                                           | South                                                           | Midlands–North-West                                             |                 |
| 2014     | 3                                                               | 4                                                               | 4                                                               | 4                                                               | 11              |
| 2019     | 4                                                               | 5                                                               | 5                                                               | 4                                                               | 13              |